# Белозёров, Виктор Иванович
Виктор Иванович Белозоров — деятель советских спецслужб, генерал-майор (1972).

## Биография
В 1938 году окончил Саратовский железнодорожный техникум, позднее получил высшее юридическое образование во Всесоюзном юридическом заочном институте.
Военную службу начинал в 1939 году красноармейцем 23 отдельного эксплуатационного железнодорожного полка Среднеазиатского военного округа, затем курсант Архангельского военно-политического училища.
В 1943 году назначен оперуполномоченным ОКР «Смерш» Вологодского гарнизона Архангельского военного округа, откуда был направлен на обучение во 2-ю Московскую школу ГУК НКО «Смерш», где ему было присвоено первое офицерское звание.
В период с 1966 по 1974 годы — начальник УКГБ при СМ СССР по Мурманской области. С 1974 года по 1985 год — был назначен Председателем КГБ при СМ Чечено-Ингушской АССР. В 1975 году Белозёров В. И. избран депутатом Верховного Совета Чечено-Ингушской АССР. Почётный сотрудник госбезопасности.
Избирался депутатом Верховного Совета СССР 10-го созыва.
Награждён: Орден Красного Знамени (1977), Отечественной войны 1 степени (1985), 4 орденами «Красная Звезда» (1945, 1954, 1967, 1971), медалями «За боевые заслуги», «За отличие в охране государственной границы СССР», «За победу над Германией», «За победу над Японией», «За взятие Берлина», и другими.